# Громадянська війна в Уругваї
В ході боротьби за владу між різними буржуазно-поміщицькими угрупуваннями в 1830-х роках оформились дві партії "Колорадо", що представляла інтереси ліберальної буржуазії і "Бланко" ( консерватори), що захищали інтереси крупних латифундистів. В1838 році французи почали блокаду Буенос-Айреса з метою допомогти своїм союзникам Конфедерації Перу і Болівії котрі саме вели війну проти Аргентини та Чилі. Внаслідок неможливості перекинути свої сухопутні сили французи попросили союзників вести війну від їх імені. Було скинуто президентта Уругваю Мануеля Орібе котрий підтримував дружні відносини з президентом Аргентини Хуаном Мануелем де Росасом. Самого Орібе 29 жовтня 1838 року заслали в Буенос-Айрес, куди він приплив на англійському судні Sparrohawk в супроводі трьохсот солдатів і прислуги а його посаду зайняв Фруктуосо Рівера, 1 березня 1839 року Рівера оголосив війну аргентинцям. Хуан Мануель де Росас не визнав його за президента спробувавши повернути владу Орібе. Рівера і Лаваль'є почали підготовку до нападу на Буенос-Айрес. В конфлікт втрутились Британці та французи після того характер конфлікту став міжнародною війною.Внаслідок битви Паго-Ларго 21 липня 1839 року генерал  Паскуаль Ечагіа разом Хуаном Антоніо Лавальєха ввійшли на територію Уругваю. Рівера знаючи що вторгнення буде неминучим розмістив війська вздовж річки Уругвай найбільше кількість війська він розмістив на річці Кеґуай. Він планував почати переслідувати опонентів щойно вони ввійдуть на територію країни. З річки Кеґуай він перекинув військо до річки  Ріо-Негро, а потім на річку Санта-Лусія де він створив останній захисний бар'єр з артилерії та піхоти котрі були перекинуті з Монтевідео. Знаючи що не має достатніх сил для бою Рівера продовжував вести війну ресурсів. Тим часом від федеральних військ змушені були відділитись кілька підрозділів в тому числі полковників Леонардо Олівейри і Мануеля Лавальєхи в регіонах Мальдонадо і Сан-Хосе-де-Майо.
6 грудня 1842 року відбулася битва біля Арройо-Гранде між представниками партії "Бланко" котрі підтримували Мануеля Орібе і представниками партії "Колорадо" під керівництвом Фруктуосо Рівери.   В бою взяв участь також "італійський легіон створений і очолений Джузеппе Ґаррібальді. Рівера зазнав поразки внаслідок чого Орібе зміг почати облогу міста.
Після перемоги в битві при Арройо-Гранде припускалось що Монтевідео буде захоплено об'єднаними силами. Однак облога міста затягнулась на дев'ять літ. Оборону міста вели п'ять тисяч колишніх рабів і іноземці політемігранти.
У 1851 році Мануель Орібе зазнав поразки і колорадос  получили повну владу в країні. Після цього в травні 1851 року, підтримуючи Колорадос фінансово і за допомогою морських сил в країну вторглись бразильці. Це призвело до війни бразильців у союзі з аргентинськими повстанцями проти Росаса у серпні 1851 року. В лютому 1852 року, зазнавши поразки у битві при Касерос росас пішову у відставку, і сили Уркіса, що підтримували Колорадос, зняли облогу Монтевідео.
Уряд Уругваю заплатив бразильцям за їх фінансоову і матеріальну підтримку підписавши п'ять договорів согласно котрим уряд Уругваю дозволив бразильцям втручатись у внутрішні діла Уругваю.
Бразильці зажадали щоб територію країни покинули всі раби і злочинці. Під час війни обидві партії скасували в Уругваї рабство, для мобілізації колишніх раів у свої війська.
В договорі також визнавався борг уругвайців перед бразильцями за допомогу у боротьбі проти бланкос. Судноплавство по річці Уругвай стало спільним.
Уругвайці відмовлялись від територіальних претензій на землі на північ від річки Куараї площею 176 000 кв. км. Також визнавалось виняткове право бразильців на навігацію по Лагоа-Мірін і річці Жаґуаран, котрі є природними кордонами між двома державами.